# ميشيل دي باسكال
ميشيل دي باسكال هو سياسي إيطالي، ولد في 20 يناير 1985 في رافينا في إيطاليا. نشط حزبياً في الحزب الديمقراطي. وقد انتخب president of the Province of Ravenna ‏ (4 أغسطس 2016 – ) وانتخب mayor of Ravenna ‏ (21 يونيو 2016 – ).